# Rudolf Röckl
Rudolf Röckl (12 gennaio 1927 – 2 novembre 1976) è stato un calciatore austriaco, di ruolo difensore.

## Carriera

### Club
Ha sempre giocato per club austriaci.

### Nazionale
Ha collezionato 24 presenze in Nazionale

## Palmarès
- Campionato austriaco: 1

First Vienna: 1954-1955